# Trehörningen (Målilla socken, Småland)
Trehörningen är en sjö i Hultsfreds kommun i Småland och ingår i Emåns huvudavrinningsområde. Sjön är 8 meter djup, har en yta på 0,06 kvadratkilometer och befinner sig 170 meter över havet.